# Ottobrata romana

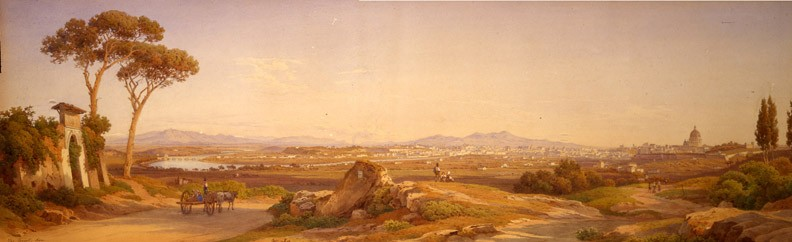
La campagna romana, meta delle ottobrate

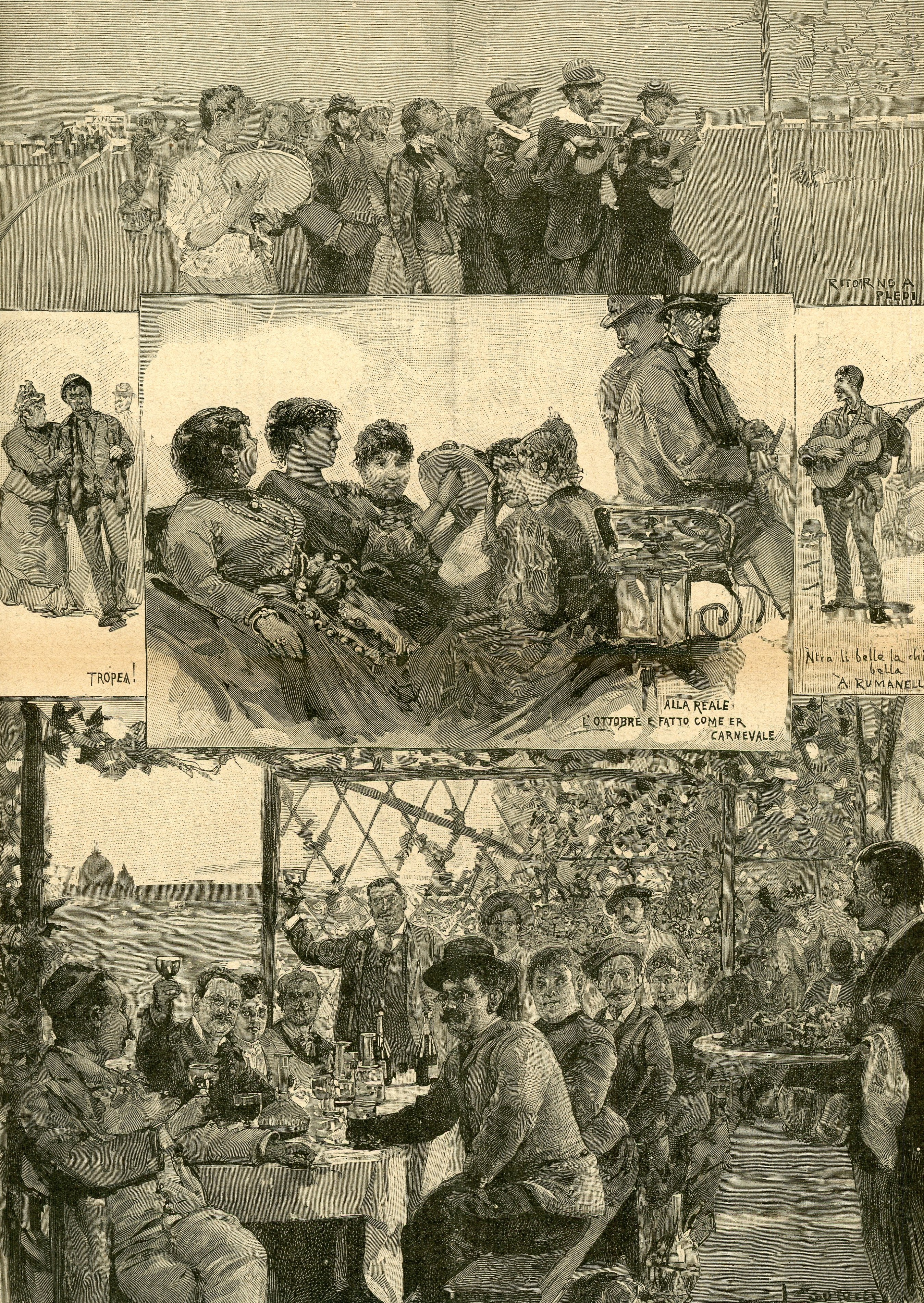
Costumi popolari italiani: Le ottobrate a Roma (xilografia).

L'ottobrata (nota anche come ottobrata romana) era una tradizionale gita domenicale che si svolgeva a Roma nel mese di ottobre fino ai primi decenni del XX secolo.

## Descrizione
Le gite erano abitualmente svolte anche il giovedì; nelle prime ore del mattino, dai rioni cittadini partivano alcune carrettelle (trainate da cavalli bardati e adornati di sonagliere) sulle quali sedevano sette ragazze vestite a festa. La comitiva era composta, inoltre, dalla bellona, seduta accanto al carrettiere, e da uomini, parenti ed amici, che seguivano il carro a piedi.
Le abituali mete delle gite erano il monte Testaccio, le campagne intorno a ponte Milvio, le vigne poste tra Monteverde e porta San Pancrazio o fuori porta San Giovanni e porta Pia.
Le ottobrate sembrano discendere direttamente dalle tradizionali feste baccanali e dionisiache degli antichi Romani, celebrazioni legate al ciclo delle stagioni.
La Sagra dell'Uva di Marino, celebrata la prima domenica di ottobre dal 1925 e giunta nel 2024 alla centesima edizione, è stata definita "l'ultima delle ottobrate romane".